# Herguijuela de la Sierra
Herguijuela de la Sierra es un municipio y localidad española de la provincia de Salamanca, en la comunidad autónoma de Castilla y León. Se integra dentro de la comarca de la Sierra de Francia. Pertenece al partido judicial de Béjar y a la Mancomunidad Sierra de Francia.
Su término municipal está formado por las localidades de Herguijuela y Rebollosa, ocupa una superficie total de 31,52 km² y según los datos demográficos recogidos en el padrón municipal elaborado por el INE en el año 2017, cuenta con una población de 271 habitantes.
Su término municipal se encuentra dentro del Parque natural de Las Batuecas-Sierra de Francia. En uno de los poemas de su Cancionero, fechado el 28-VI-1928, Unamuno menciona la localidad de [H]erguijuela de la Sierra.

## Toponimia
Se registra en 1188 como Ecclesiola; en 1215, Ecclesia; en 1629, Erguijuela. No tiene relación con el topónimo Guijuelo, a pesar de lo sostenido en un documento anterior por el propio Llorente (ibid., p. 106, 247). Su origen está en el latín "ecclēsĭŏla, diminutivo de "ecclēsĭa", es decir, "iglesita". Se registra metátesis del grupo consonántico -cl- > -gr-, y palatalización de la "s". Es interesante remitir a la tesis expuesta por Juan Flores, para quien en este tipo toponímico puede estarse aludiendo a las pequeñas iglesias y oratorios de época paleocristiana y visigótica.

## Geografía
| Noroeste: La Alberca                                                       | Norte: Madroñal                 | Noreste: Cepeda      |
| Oeste: Las Batuecas                                                        |                                 | Este: Sotoserrano    |
| Suroeste: La Rebollosa, herguijiela de la sierra (Provincia de Salamanca). | Sur: Riomalo de Abajo (Cáceres) | Sureste: Valdelageve |

### Clima
Herguijuela de la Sierra tiene un clima mediterráneo Csa (templado con verano seco y caluroso) en la frontera con un clima Csb (templado con verano seco y templado) según la clasificación climática de Köppen.
| Parámetros climáticos promedio de Herguijuela de la Sierra en el periodo 1971-2003 | Parámetros climáticos promedio de Herguijuela de la Sierra en el periodo 1971-2003 | Parámetros climáticos promedio de Herguijuela de la Sierra en el periodo 1971-2003 | Parámetros climáticos promedio de Herguijuela de la Sierra en el periodo 1971-2003 | Parámetros climáticos promedio de Herguijuela de la Sierra en el periodo 1971-2003 | Parámetros climáticos promedio de Herguijuela de la Sierra en el periodo 1971-2003 | Parámetros climáticos promedio de Herguijuela de la Sierra en el periodo 1971-2003 | Parámetros climáticos promedio de Herguijuela de la Sierra en el periodo 1971-2003 | Parámetros climáticos promedio de Herguijuela de la Sierra en el periodo 1971-2003 | Parámetros climáticos promedio de Herguijuela de la Sierra en el periodo 1971-2003 | Parámetros climáticos promedio de Herguijuela de la Sierra en el periodo 1971-2003 | Parámetros climáticos promedio de Herguijuela de la Sierra en el periodo 1971-2003 | Parámetros climáticos promedio de Herguijuela de la Sierra en el periodo 1971-2003 | Parámetros climáticos promedio de Herguijuela de la Sierra en el periodo 1971-2003 |
| Mes | Ene.                                                                               | Feb.                                                                               | Mar.                                                                               | Abr.                                                                               | May.                                                                               | Jun.                                                                               | Jul.                                                                               | Ago.                                                                               | Sep.                                                                               | Oct.                                                                               | Nov.                                                                               | Dic.                                                                               | Anual                                                                              |
| --- | ---------------------------------------------------------------------------------- | ---------------------------------------------------------------------------------- | ---------------------------------------------------------------------------------- | ---------------------------------------------------------------------------------- | ---------------------------------------------------------------------------------- | ---------------------------------------------------------------------------------- | ---------------------------------------------------------------------------------- | ---------------------------------------------------------------------------------- | ---------------------------------------------------------------------------------- | ---------------------------------------------------------------------------------- | ---------------------------------------------------------------------------------- | ---------------------------------------------------------------------------------- | ---------------------------------------------------------------------------------- |
| Temp. media (°C) | 6.6                                                                                | 8.2                                                                                | 10.9                                                                               | 12.6                                                                               | 16.2                                                                               | 21.3                                                                               | 25.2                                                                               | 25.3                                                                               | 20.6                                                                               | 14.6                                                                               | 10.4                                                                               | 7.4                                                                                | 14.9                                                                               |
| Precipitación total (mm) | 175.7                                                                              | 126.5                                                                              | 83.8                                                                               | 115.4                                                                              | 113.9                                                                              | 45.6                                                                               | 15.3                                                                               | 13.4                                                                               | 70.3                                                                               | 166.4                                                                              | 168.9                                                                              | 206.3                                                                              | 1301.5                                                                             |
| Fuente: Ministerio de Agricultura, Alimentación y Medio Ambiente. Datos de precipitación para el periodo 1971-2003 y de temperatura para el periodo 1972-2003 en Herguijuela de la Sierra 11 de octubre de 2012 |                                                                                    |                                                                                    |                                                                                    |                                                                                    |                                                                                    |                                                                                    |                                                                                    |                                                                                    |                                                                                    |                                                                                    |                                                                                    |                                                                                    |                                                                                    |

## Demografía
| Gráfica de evolución demográfica de Herguijuela de la Sierra entre 1900 y 2021          |
|                                                                                         |
| Fuente: Instituto Nacional de Estadística de España - Elaboración gráfica por Wikipedia |

Según el Instituto Nacional de Estadística, Herguijuela de la Sierra tenía, a 31 de diciembre de 2018, una población total de 264 habitantes, de los cuales 149 eran hombres y 115 mujeres. Respecto al año 2000, el censo refleja 326 habitantes, de los cuales 162 eran hombres y 164 mujeres. Por lo tanto, la pérdida de población en el municipio para el periodo 2000-2018 ha sido de 62 habitantes, un 19 % de descenso.
El municipio se divide en dos núcleos de población, la propia localidad de Herguijuela de la Sierra, que reúne a la mayor parte del registro poblacional, y el anejo de Rebollosa. De los 264 habitantes censado en 2018, 39 lo eran en Rebollosa, de los cuales 24 eran hombres y 14 mujeres.

## Historia
Sus orígenes se remontan a la repoblación llevada a cabo en la Edad Media por los reyes de León, siendo donado en 1188 por el rey Alfonso IX de León al arzobispado de Santiago de Compostela Con la creación de las actuales provincias en 1833, Herguijuela de la Sierra quedó encuadrado en la provincia de Salamanca, dentro de la Región Leonesa.

## Cultura

### Fiestas
- 3 de febrero (San Blas)
- 16 de julio (Virgen del Carmen)

## Monumentos y lugares de interés
El pueblo posse una arquitectura tradicional bien conservada y motivo de visita para los numerosos turistas que se acercan a la Sierra de Francia.

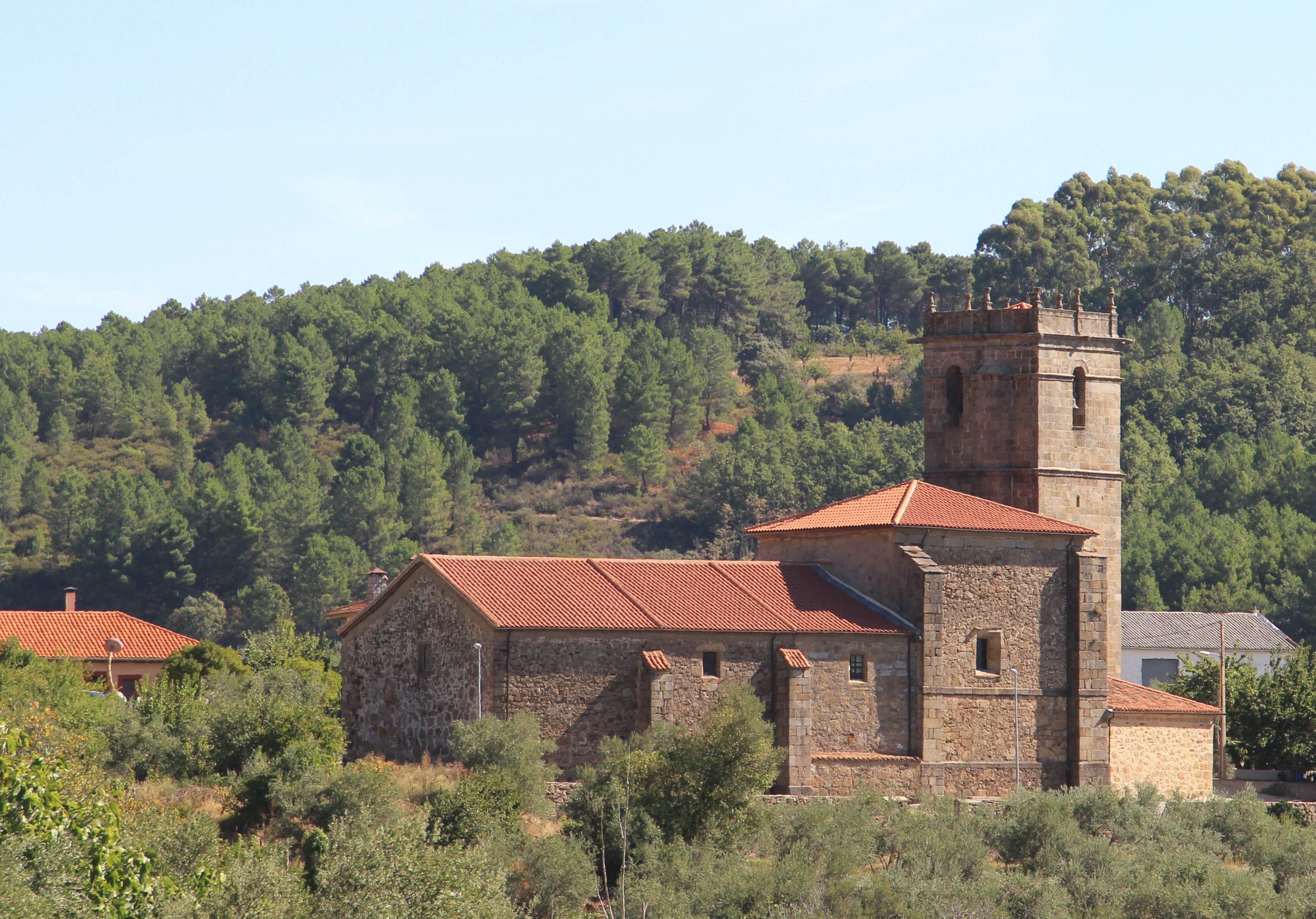
Iglesia
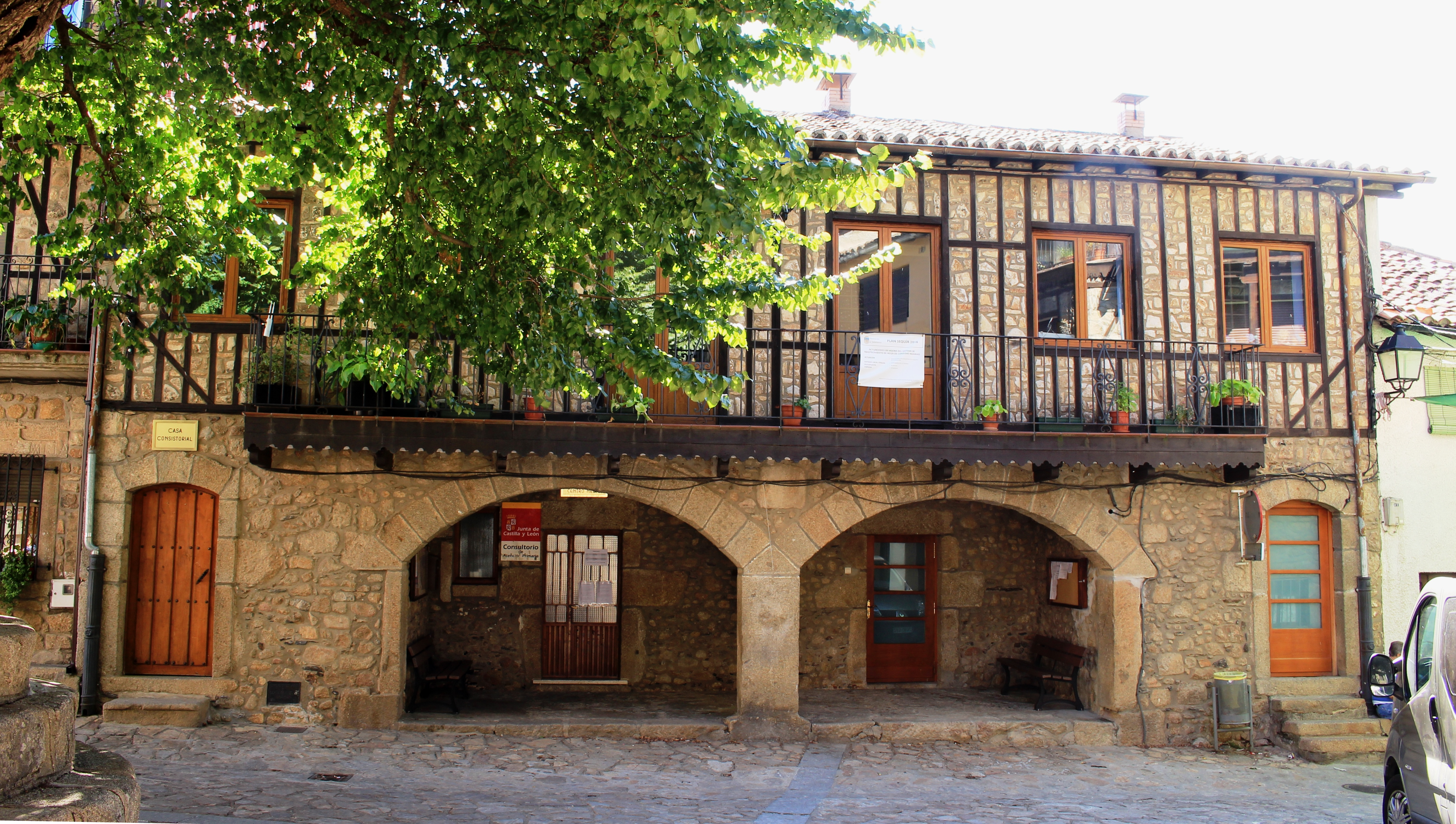
Ayuntamiento
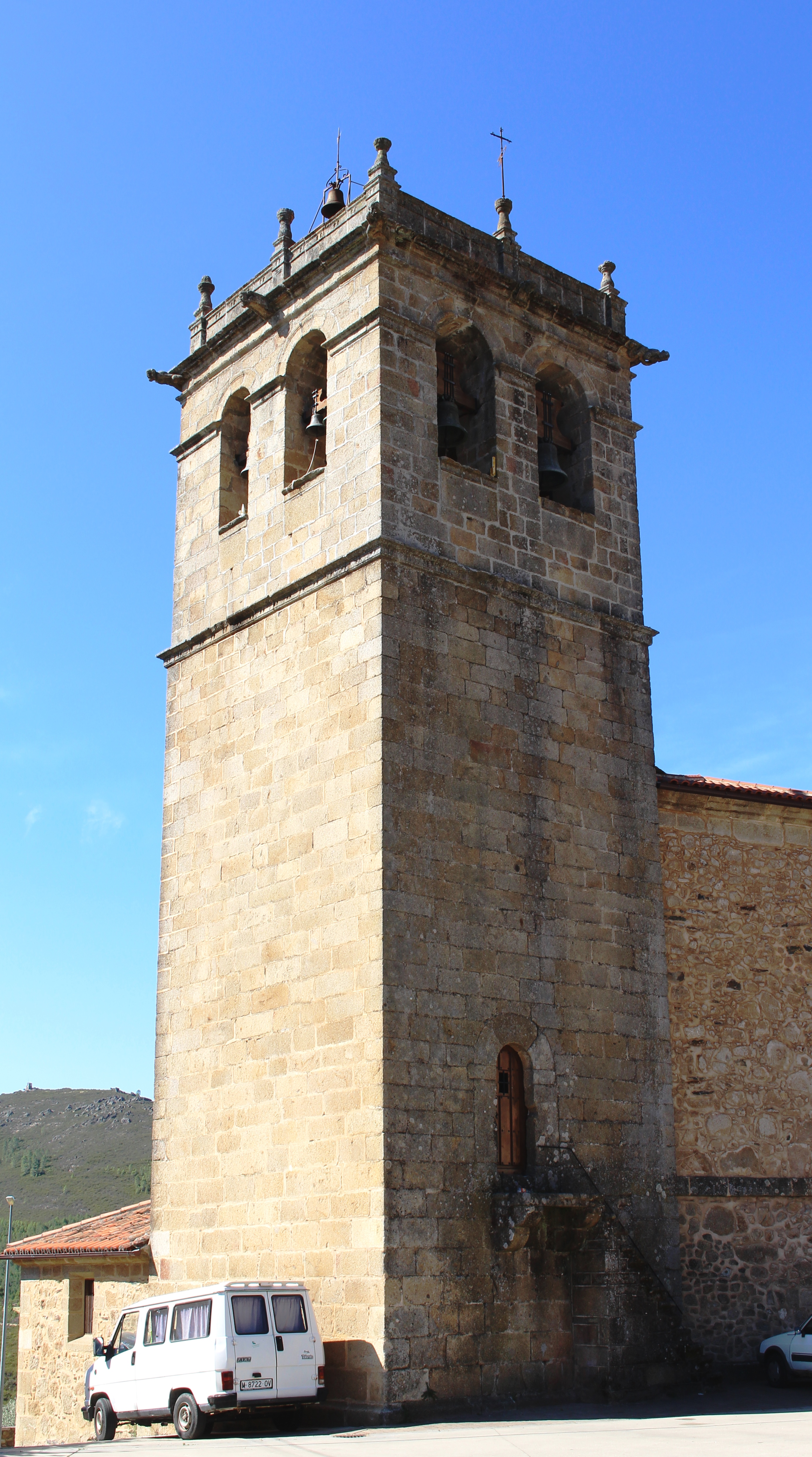
Torre
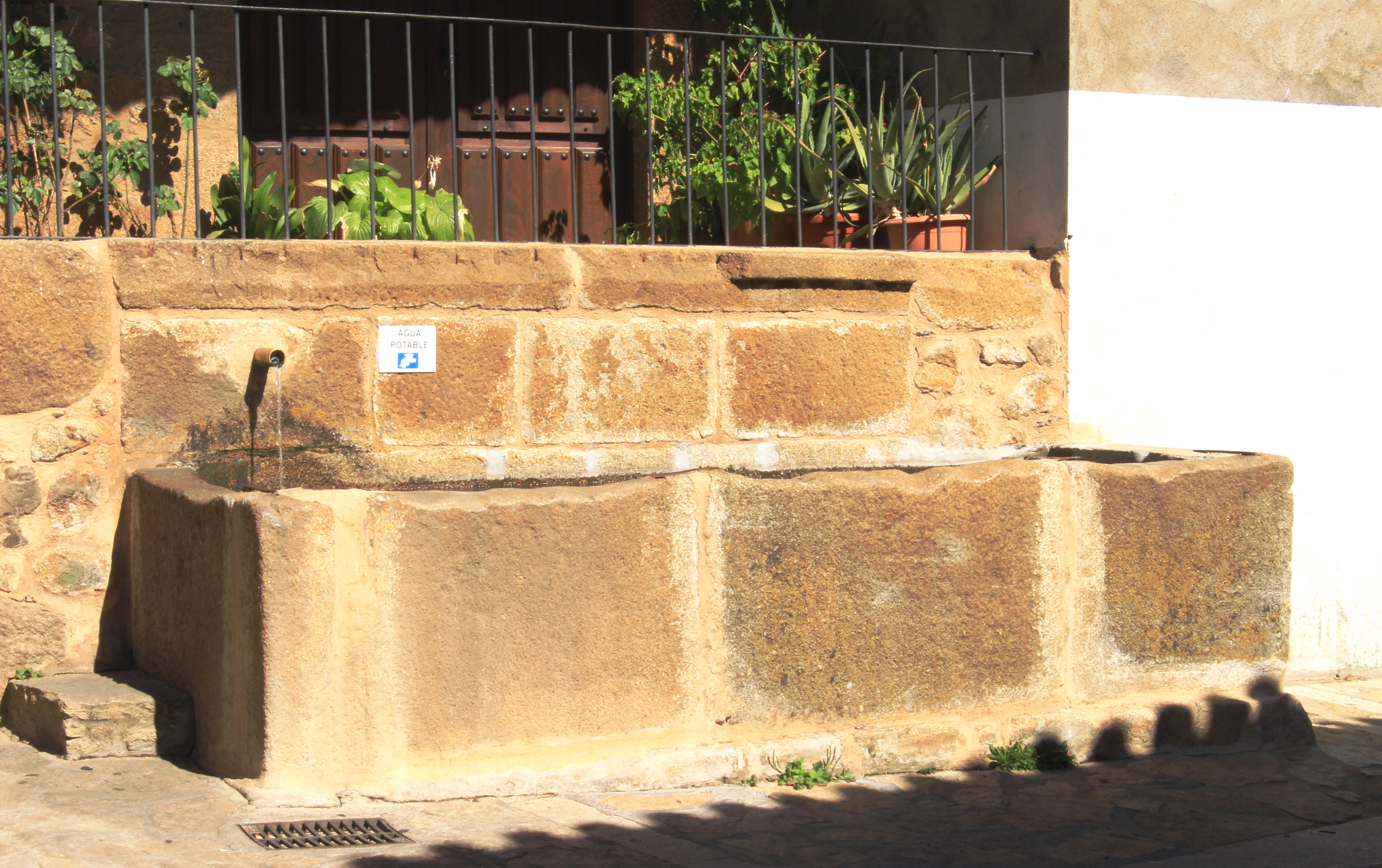
Fuente
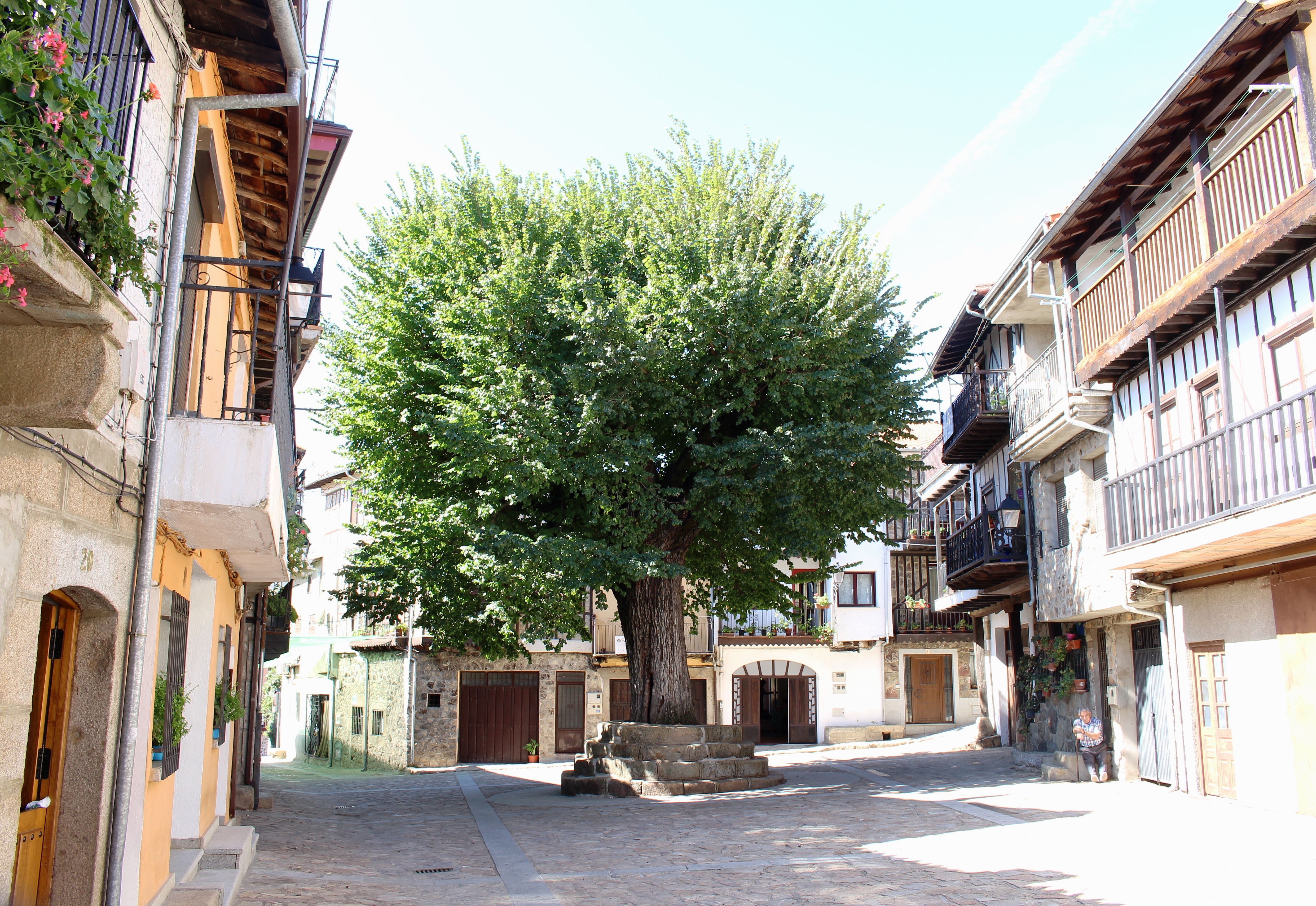
Plaza
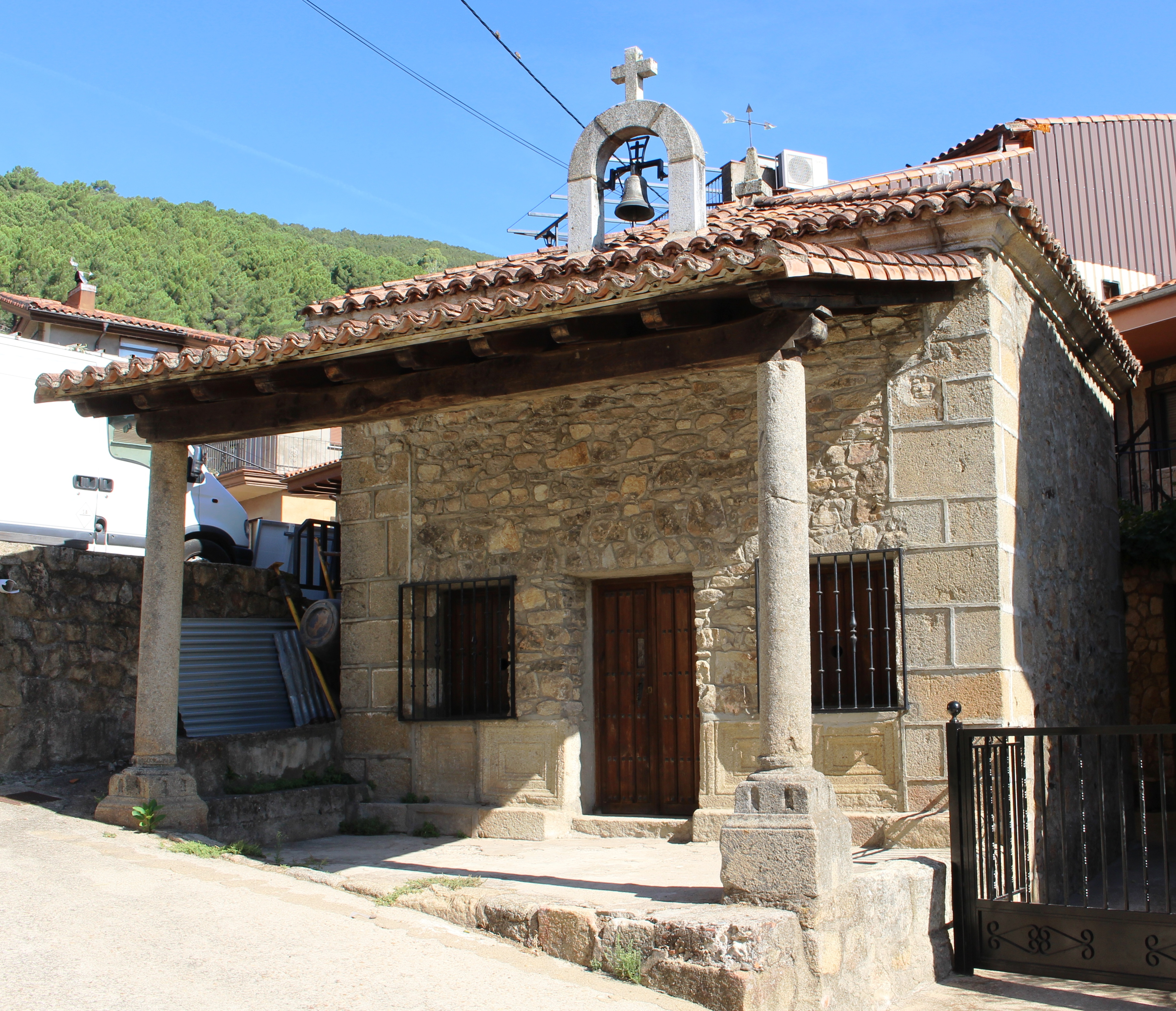
Ermita

## Administración y política
| Partido político                               | 2019  | 2019  | 2019       | 2015  | 2015  | 2015       | 2011  | 2011  | 2011       | 2007  | 2007  | 2007       | 2003  | 2003  | 2003       |
| Partido político                               | %     | Votos | Concejales | %     | Votos | Concejales | %     | Votos | Concejales | %     | Votos | Concejales | %     | Votos | Concejales |
| Partido Popular (PP)                           | 47,83 | 88    | 4          | 23,37 | 43    | 1          | 11,60 | 21    | 0          | 33,75 | 81    | 2          | 44,87 | 105   | 3          |
| Agrupación Independiente por Herguijuela (AIH) | 30,43 | 56    | 2          | 73,91 | 136   | 6          | 42,38 | 64    | 3          | 81,77 | 148   | 7          | 53,42 | 125   | 4          |
| Ciudadanos (CS)                                | 18,48 | 34    | 1          | —     | —     | —          | —     | —     | —          | —     | —     | —          | —     | —     | —          |
| Partido Socialista Obrero Español (PSOE)       | 2,17  | 4     | 0          | 1,09  | 2     | 0          | 3,87  | 7     | 0          | 0,85  | 2     | 0          | 64,48 | 118   | 5          |
| Unión del Pueblo Salmantino (UPSa)             | —     | —     | —          | —     | —     | —          | —     | —     | —          | 0,42  | 1     | 0          | —     | —     | —          |

El alcalde de Herguijuela de la Sierra no recibe ningún tipo de prestación económica por su trabajo al frente del Ayuntamiento (2017).